# Mario Più
Mario Più (* 26. August 1965; eigentlich: Mario Piperno) ist ein italienischer DJ und Produzent. Er produziert in verschiedenen elektronischen Musikstilen wie Techno, Trance und House. Er ist auch unter dem Pseudonym DJ Arabesque bekannt.

## Biographie
Nachdem Mario Piperno seine ersten Produktionen 1993 unter seinem richtigen Namen veröffentlichte, benutzte er seit 1996 mehrheitlich das Pseudonym Mario Più. Er hatte über die Jahre mehrere Koproduktionen mit Mauro Picotto; die bekannteste davon ist „Arabian Pleasure“ (1999).
Der Durchbruch gelang ihm 1999 mit der Single „Communication (Somebody Answer the Phone)“, die in den britischen Singlecharts bis auf Platz 5 kam. Der Song beinhaltete Interferenz-Signale, die bei ungenügend abgeschotteten Musikanlagen entstehen, wenn ein Mobiltelefon in der Nähe läutet.
Im Jahr 2001 gelang ihm unter dem Pseudonym DJ Arabesque noch einmal ein Charterfolg mit der Single „The Vision“, die in den UK-Singlecharts Platz 16 erreichte.

## Diskografie

### Singles
- 1993: Dangerous Control / The Big Man Is a Dreamer
- 1996: Mas Experience
- 1996: Dedicated
- 1997: All I Need (mit More)
- 1997: No Name (mit Mauro Picotto)
- 1997: Your Love
- 1997: I Don’t Know (als DJ Arabesque)
- 1998: Sexy Rhythm
- 1998: Unicorn
- 1998: Yes (als DJ Arabesque)
- 1998: Spectra (mit Mauro Picotto)
- 1998: Runaway (mit More)
- 1999: Communication (Somebody Answer the Phone)
- 1999: Serendipity (als DJ Arabesque)
- 1999: Unicorn / Tunnel (Remix ’99) (mit Ricky Le Roy)
- 1999: Arabian Pleasure (mit Mauro Picotto)
- 1999: Runaway
- 1999: Communication / I Feel Love (mit CRW)
- 2000: Techno Harmony
- 2000: The Vision (als DJ Arabesque)
- 2000: Imperiale (mit Mauro Picotto)
- 2000: Humantek / Wax (als Mario Piursquo)
- 2000: Mathmos / Mathmas (als µ+)
- 2000: Arabian Pleasure / Handz (mit Mauro Picotto & Frank E-D-V-S)
- 2001: Matrix / Morpheus
- 2001: Love Game
- 2001: Ayers Rock
- 2001: Invaders / Away (vs. Fabio MC)
- 2001: Sensation
- 2002: Believe Me (als DJ Arabesque)
- 2003: Devotion
- 2003: Strance (als DJ Arabesque, vs. Jakyro)
- 2003: Roraima
- 2003: Incanto Per Ginevra
- 2004: Champ Elisées
- 2004: I Don’t Want to Come Back
- 2005: Tragically Lucid (mit Lid Russel Bass)
- 2006: Moskow Discow
- 2006: Hal 9000 (mit Ricky Fobis & Lady Brian)
- 2007: Isla Bonita (mit Ricky Fobis & Lady Brian)
- 2008: Cantada (mit Alex Catalani & Claudio Maura)
- 2008: Ueno Park 5 A.M. (mit Jurgen Cecconi)
- 2008: Reflex (mit Andy Asher)
- 2009: Mas Experience EP (mit Maurizio Benedetta)
- 2010: Haunting Exploration
- 2011: I’m Here

### Remixe
- 1997: Cappella – Be My Baby
- 2000: Gigi D’Agostino – Bla Bla Bla
- 2001: SuReal – Always on My Mind
- 2002: Joman – Raggattak